# 櫛眞知命
櫛眞知命（くしまちのみこと）は、日本神話に登場する太占を司る神。

## 概要
古事記と日本書紀に登場しておらず、出自不明とされる。延喜式神名帳には天香山神社の祭神として記述されている。また、「元名 大麻等乃知神」との注記がある。
櫛眞（くしま）を鹿島とする説があり、天児屋命の別名とする説がある。しかし、延喜式神名帳の大和国十市郡の天香山坐櫛眞知命神社に関して「元名 大麻等乃知神」とあり、 鹿島との関連を疑う説もある。

## 祀られている神社
- 大麻止乃豆乃天神社（東京都稲城市大丸）
- 天香山神社（奈良県橿原市南浦町）
- 赤王神社（静岡県三島市大場）
- 日枝神社（滋賀県高島市マキノ町蛭口）